# Ahmad Maher Wridat
Ahmad Maher Wridat (22 de julho de 1991) é um futebolista profissional palestino que atua como meia.

## Carreira
Ahmad Maher Wridat representou a Seleção Palestina de Futebol na Copa da Ásia de 2015.